# Rei Algodão

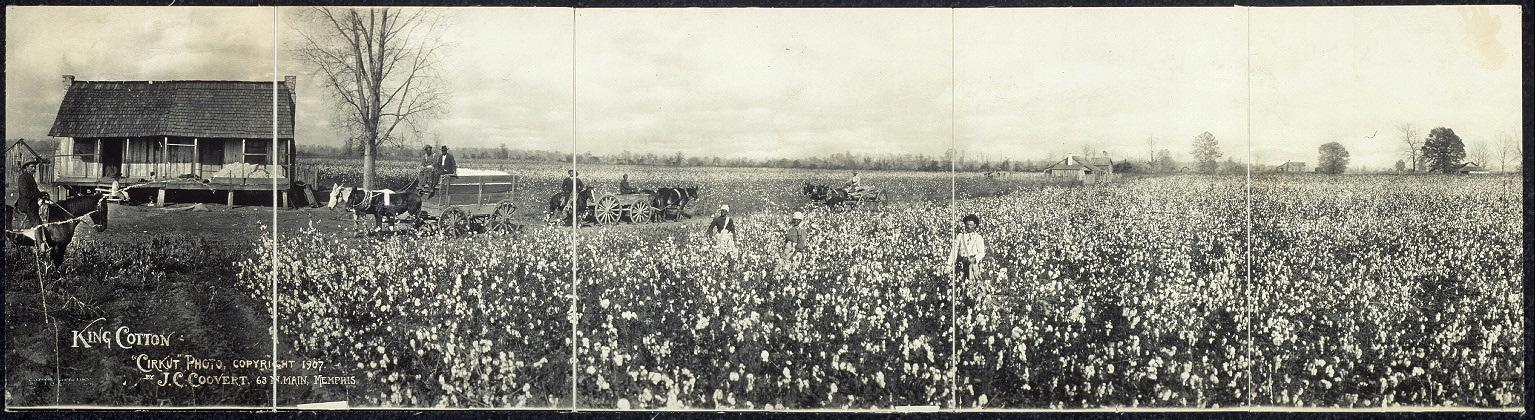
Fotografia panorâmica de uma plantação de algodão de 1907, intitulada "King Cotton"

Rei Algodão ou "King Cotton" é um slogan que resumiu a estratégia usada antes da Guerra Civil Americana (de 1861-1865) pelos separatistas nos estados do sul (os futuros Estados Confederados da América) para reivindicar a viabilidade da secessão e provar que não havia necessidade de temer uma guerra com os estados do norte. A teoria sustentava que o controle sobre as exportações de algodão tornaria uma proposta de Confederação independente economicamente próspera, arruinaria a indústria têxtil da Nova Inglaterra e - o mais importante - forçaria o Reino Unido e talvez a França a apoiar militarmente a Confederação porque as suas economias industriais dependiam de Algodão do Sul. O slogan, amplamente aceito em todo o Sul, ajudou a mobilizar o apoio à secessão: em Fevereiro de 1861, os sete estados cujas economias se baseavam nas plantações de algodão tinham-se separado e formado a Confederação. Enquanto isso, os outros oito estados escravistas, com pouca ou nenhuma produção de algodão, permaneceram na União.
Para demonstrar o alegado poder do Rei Algodão, os comerciantes de algodão do Sul recusaram-se espontaneamente a expedir o seu algodão no início de 1861; não foi uma decisão do governo. No verão de 1861, a Marinha da União bloqueou todos os principais portos confederados e interrompeu mais de 95% das exportações. No entanto, os britânicos conseguiram adquirir algodão de fontes alternativas como Índia, Egito e Brasil. A Grã-Bretanha já havia abolido a escravidão, e o público não teria tolerado que o governo apoiasse militarmente uma soberania que defendesse os ideais da escravidão.
Consequentemente, revelou-se um fracasso para a Confederação, uma vez que a estratégia não conseguiu tornar a nova política confederada economicamente próspera. O bloqueio impediu a obtenção do ouro desesperadamente necessário. Mais importante ainda, a falsa crença levou a suposições irrealistas de que a guerra seria vencida através da intervenção europeia se a Confederação resistisse o tempo suficiente.

## História
O Sul dos Estados Unidos é conhecido por seus verões longos e quentes e solos ricos em vales fluviais, tornando-o um local ideal para o cultivo de algodão. Os muitos portos marítimos e docas ribeirinhas do sul permitiam o transporte de algodão para destinos remotos. Em 1860, as plantações do sul forneciam 75% do algodão mundial, com embarques de Houston, Nova Orleans, Charleston, Mobile, Savannah e alguns outros portos. 
A insaciável procura europeia de algodão foi o resultado da Revolução Industrial, que criou máquinas e fábricas para transformar o algodão cru em roupas melhores e mais baratas do que um produto feito à mão. As compras na Europa e na Nova Inglaterra dispararam de 720 mil fardos em 1830 para 2,85 milhões de fardos em 1850, para quase 5 milhões em 1860. A produção de algodão renovou a demanda pela escravidão depois que o mercado de tabaco diminuiu no final do século XVIII. Quanto mais algodão era cultivado, mais escravos eram necessários para a colheita. Em 1860, às vésperas da Guerra Civil Americana, o algodão representava quase 60% das exportações americanas, representando um valor total de quase US$200 milhões (~$ 5.03 bilhões em 2022) por ano.
O lugar central do algodão na economia nacional e a sua importância internacional levaram o senador James Henry Hammond, da Carolina do Sul, a fazer uma famosa ostentação em 1858:

Sem disparar uma arma, sem desembainhar uma espada, se nos fizessem guerra, poderíamos pôr o mundo inteiro aos nossos pés... O que aconteceria se não fosse fornecido algodão durante três anos? ... A Inglaterra cairia de cabeça e carregaria todo o mundo civilizado com ela, exceto o Sul. Não, você não se atreve a fazer guerra ao algodão. Nenhum poder na terra ousa fazer guerra contra ele. O algodão é rei.

## Economia
Quando a guerra eclodiu, os confederados recusaram-se a permitir a exportação de algodão para a Europa. A ideia era que esta diplomacia do algodão obrigasse a Europa a intervir. No entanto, os estados europeus não intervieram e, na sequência da decisão de Abraham Lincoln de impor um bloqueio da União, o Sul não conseguiu comercializar os seus milhões de fardos de algodão. A produção de algodão aumentou em outras partes do mundo, como a Índia e o Egito, para atender à demanda, e novos lucros no algodão estiveram entre os motivos da conquista russa da Ásia Central. Um jornal de propriedade britânica, The Standard de Buenos Aires, em cooperação com a Manchester Cotton Supply Association conseguiu encorajar os agricultores argentinos a aumentar significativamente a produção de algodão na Argentina e a exportá-lo para o Reino Unido.